# ヒットストップ
ヒットストップとは、テレビゲーム用語である。

## 概要
対戦型格闘ゲームで相手を殴ったり斬ったりする際、自分と相手が一瞬止まることで手ごたえ（のエフェクト）を押し出すものである。主にこのシステムを入れているのは、攻撃する度にピタピタ止まる『ストリートファイターII』『GUILTY GEARシリーズ』などの2D対戦型格闘ゲーム。逆に『バーチャファイターシリーズ』『鉄拳シリーズ』のようなポリゴン対戦型格闘ゲームには、3Dとの相性で入れていない。『無双シリーズ』だとたびたび止まってしまう欠点があり、スピード感を損なうので入れていない。
『大乱闘スマッシュブラザーズ for Nintendo 3DS / Wii U』では、独自のヒットストップを導入していることを桜井政博が公言している。このシステムは自分と相手を止めるだけのヒットストップでも、止めるだけではなく分解して工夫することで、それにより手応えのあるものになっていく「発展途上」システムである。

## 仕様

### 『大乱闘スマッシュブラザーズ for Nintendo 3DS / Wii U』の場合
『スマブラ』のヒットストップは多人数対戦のため、控えめに設定。理由は、長く設定すると第三者に狙われることが要因である。それ以外に、飛び道具は比較的小さく設定。電撃は自動的に長く設定。ハンマー、強力なアイテム、最後の切りふだによる非常に大きいダメージが来ることもあるのが要因である。

#### ダメージ振動
ダメージを受けた側も振動すると、受けた側にも振動する。本体をそのまま振動させると本体のやられ判定位置がずれてしまい、当たるべき相手に当たらなかったり不安定なので、『スマブラ』では見た目のやられ判定は振動しているが実際は固定している。
地上にいるファイターのヒットストップは横に、空中にいるファイターは縦に振動する。実際は地上戦は縦のほうが相応しいと思うが、縦に振動したいが地面に減り込むのでNG。カメラの寄り引きの大きいゲームでは、寄った時にかなり大きく振動しても引いた時には動かない場合は、カメラの振り幅に応じて振動を変えている。
2D対戦型格闘ゲームではダメージを当てた時に絵が切り替わってダメージポーズを出すことができるが、ポリゴン対戦型格闘ゲームではダメージを当てた瞬間に止まってしまうことがあって曖昧なので、『スマブラ』の場合はやられポーズ時にダメージを当てた1フレーム分だけ「痛そうなポーズ」を入れる。これだけでは行き成り切り換わると違和感があるので、ヒットストップ中に4フレームほどかけ、ヒット時のポーズからやられポーズを入れてモーションを調合している。
『スマブラ』で特殊なのは、剣を使うキャラクターが大きく斬りかかった場合に剣がズズズ…と動くことがある。これはヒットストップ中、1フレームに満たない微量の速度で攻撃のモーションを送っている。ヒットストップのモーションが解除になった後、元の状態に戻して何もなかったかのようにゲームが進む、隠し味的なスローモーションの演出である。マリオの上必殺技など時間が経過すると違和感あるものは個別にカットが可能である。

### 固定キャラクターについて
マルス
『大乱闘スマッシュブラザーズDX』からのマルスの性能「剣先で当てる威力が高く爆発力がある」については、剣先に大きくダメージ判定があるが、この場合は剣先をダメージ以上のヒットストップを大きく内側を小さく設定し、実感を高めている。
リュウ
『スマブラfor』ダウンロードコンテンツ参戦の『ストリートファイターシリーズ』のリュウは、原作の持ち味を再現するためにヒットストップを倍増設定にしている。
三島一八
『大乱闘スマッシュブラザーズ SPECIAL』ダウンロードコンテンツ第2弾から参戦の『鉄拳シリーズ』の主人公・カズヤはこの仕様は原作重視でほぼ無い。